# Campionati del mondo a squadre di bridge 2011
I XL campionati del mondo a squadre di bridge si sono svolti a Veldhoven nei Paesi Bassi dal 15 al 29 ottobre 2011. La manifestazione è stata articolata nelle quattro principali competizioni mondiali a squadre nella formula del bridge duplicato: la 40ª Bermuda Bowl dedicata alle squadre nazionali open, la 18ª Venice Cup dedicata alle squadre nazionali femminili, la 6ª Senior Bowl (denominata ufficialmente D'Orsi Senior Bowl) per le squadre nazionali over 60 e la 8ª Transnational Open Teams dedicata a squadre "transnazionali" miste (formate cioè da giocatori di nazionalità mista di ogni categoria).

## Bermuda Bowl
Alla 40ª edizione della Bermuda Bowl hanno preso parte 22 team secondo la seguente suddivisione geografica stabilita dalla federazione mondiale. Essendo i Paesi Bassi paese organizzatore e quindi partecipante di diritto, l'Europa ha potuto schierare una settima formazione oltre alle prime sei derationclassificate all'ultimo campionato europeo. Gli Stati Uniti, come sempre, hanno schierato due formazioni precedentemente scelte tramite una selezione nazionale.
- Zona 1, Europa:  Italia,  Polonia,  Israele,  Islanda,  Svezia,  Paesi Bassi,  Bulgaria (dal 1º al 7º posto al campionato europeo)
- Zona 2, Nord America:  Canada,  Stati Uniti 1,  Stati Uniti 2
- Zona 3, Sud America:  Brasile,  Cile
- Zona 4, Asia e Medio Oriente:  India,  Pakistan
- Zona 5, America Centrale:  Guadalupa
- Zona 6, Asia orientale:  Cina,  Giappone,  Singapore
- Zona 7, Sud Pacifico:  Australia,  Nuova Zelanda
- Zona 8, Africa:  Egitto,  Sudafrica

### Girone di qualificazione
Le 22 rappresentative si sono affrontate nella prima fase in un girone all'italiana con incontri di 16 mani ognuno. Al termine del round robin le prime 8 squadre in classifica si sono qualificate per i quarti di finale.

### Fase finale
Le prime quattro squadre qualificate alla fase a eliminazione diretta hanno potuto scegliere, in base alla classifica, la propria avversaria tra quelle classificatesi tra il 5º e l'8º posto nel round robin.
L'Italia, prima nel round robin con un punteggio record, ha scelto di affrontare la Cina, mentre i Paesi Bassi hanno scelto l'Islanda. Come da pronostico Italia, Paesi Bassi e le due squadre statunitensi sono approdate alla semifinale. Sia i quarti che le semifinali si sono giocate su 6 turni di 16 mani giocati in due giorni.
Secondo il regolamento, le due squadre degli Stati Uniti d'America si sono dovute affrontare in semifinale, indipendentemente dagli accoppiamenti precedenti, per evitare una finale solo statunitense.
I padroni di casa olandesi hanno poi battuto i favoriti italiani approdando alla finale dove hanno superato la sorprendente formazione di USA 2. Per i Paesi Bassi si è trattata della seconda vittoria alla Bermuda Bowl dopo quella del 1993. La finale si è svolta su 8 turni per un totale di 128 mani giocate in tre giorni.
|  | Quarti di finale               | Quarti di finale               |                                  |       | Semifinali                | Semifinali                |  |  | Finale                  | Finale |
|  |                                |                                |                                  |       |                           |                           |  |  |                         |        |
|  | QF/1, 23 e 24 ottobre, 96 mani |                                |                                  |       |                           |                           |  |  |                         |        |
|  |                                |                                |                                  |       |                           |                           |  |  |                         |        |
|  | 1. Italia                      | 205                            |                                  |       |                           |                           |  |  |                         |        |
|  | 1. Italia                      | 205                            | SF/1, 25 e 26 ottobre, 96 mani   |       |                           |                           |  |  |                         |        |
|  | 7. Cina                        | 178,3                          |                                  |       |                           |                           |  |  |                         |        |
|  | 7. Cina                        | 178,3                          | Italia                           | 170   |                           |                           |  |  |                         |        |
|  | QF/3, 23 e 24 ottobre, 96 mani |                                | Italia                           | 170   |                           |                           |  |  |                         |        |
|  |                                | Paesi Bassi                    | 199,3                            |       |                           |                           |  |  |                         |        |
|  | 8. Islanda                     | Paesi Bassi                    | 199,3                            | 142   |                           |                           |  |  |                         |        |
|  | 8. Islanda                     |                                | F, 27, 28 e 29 ottobre, 128 mani | 142   |                           |                           |  |  |                         |        |
|  | 2. Paesi Bassi                 | 233                            |                                  |       |                           |                           |  |  |                         |        |
|  | 2. Paesi Bassi                 | 233                            | Paesi Bassi                      | 300   |                           |                           |  |  |                         |        |
|  | QF/2, 23 e 24 ottobre, 96 mani |                                | Paesi Bassi                      | 300   |                           |                           |  |  |                         |        |
|  |                                | USA 2                          | 255                              |       |                           |                           |  |  |                         |        |
|  | 3. USA 2                       | USA 2                          | 255                              | 213   |                           |                           |  |  |                         |        |
|  | 3. USA 2                       | SF/2, 25 e 26 ottobre, 96 mani |                                  | 213   |                           |                           |  |  |                         |        |
|  | 6. Svezia                      | 171,3                          |                                  |       |                           |                           |  |  |                         |        |
|  | 6. Svezia                      | 171,3                          | USA 2                            | 217   | Finale per il terzo posto | Finale per il terzo posto |  |  |                         |        |
|  | QF/4, 23 e 24 ottobre, 96 mani |                                | USA 2                            | 217   | Finale per il terzo posto | Finale per il terzo posto |  |  |                         |        |
|  |                                | USA 1                          | 157                              |       |                           |                           |  |  |                         |        |
|  | 5. USA 1                       | USA 1                          | 157                              | 221   | Italia                    | 167                       |  |  |                         |        |
|  | 5. USA 1                       |                                |                                  | 221   | Italia                    | 167                       |  |  |                         |        |
|  | 4. Israele                     | 98                             |                                  | USA 1 | 69                        |                           |  |  |                         |        |
|  | 4. Israele                     | 98                             |                                  |       | 69                        |                           |  |  |                         |        |
|  |                                |                                |                                  |       |                           |                           |  |  | PO, 27 ottobre, 48 mani |        |
|  |                                |                                |                                  |       |                           |                           |  |  |                         |        |

### Classifica
| Pos | Nazione                                                                                               |
| --- | --- |
| 1   | Paesi Bassi Sjoert Brink, Bas Drijver, Bauke Muller, Ricco van Prooijen, Louk Verhees, Simon de Wijs  |
| 2   | USA 2 Kevin Bathurst, Joe Grue, John Hurd, Justin Lall, Joel Wooldridge, Daniel Zagorin               |
| 3   | Italia Norberto Bocchi-Agustín Madala, Giorgio Duboin-Antonio Sementa, Lorenzo Lauria-Alfredo Versace |

| Campione del mondo open 2011 Paesi Bassi (2º titolo) |